# Cylichneulia
Cylichneulia là một chi bướm đêm thuộc phân họ Tortricinae của họ Tortricidae.

## Các loài
- Cylichneulia cylichna Razowski, 1994
- Cylichneulia telesocia Razowski, 1994